# Дубовское сельское поселение (Белгородская область)
Дубовское сельское поселение — муниципальное образование в Белгородском районе Белгородской области России.
Административный центр — посёлок Дубовое.

## География
Дубовское сельское поселение граничит с Тавровским, Майским, Головинским сельскими поселениями и городом Белгородом.

## Население
| 2010    | 2011    | 2012    | 2013    | 2014    | 2015    | 2016    | 2017    | 2018    |
| ------- | ------- | ------- | ------- | ------- | ------- | ------- | ------- | ------- |
| 9177    | ↗9182   | ↗9708   | ↗10 391 | ↗10 872 | ↘10 807 | ↘10 714 | ↘10 565 | ↗11 184 |
| 2019    | 2020    | 2021    |         |         |         |         |         |         |
| ↗11 863 | ↗12 815 | ↗18 073 |         |         |         |         |         |         |

## Состав сельского поселения
В состав сельского поселения входят три населённых пункта:
| № | Населённый пункт | Тип населённого пункта          | Население |
| - | ---------------- | ------------------------------- | --------- |
| 1 | Дубовое          | посёлок, административный центр | ↗16 101   |
| 2 | Репное           | село                            | ↗468      |
| 3 | Шагаровка        | село                            | ↗82       |

## Местное самоуправление
Глава Дубовского сельского поселения — Вехов Дмитрий Дмитриевич. Глава администрации Дубовского сельского поселения — Кудрявцев Алексей Николаевич. В состав земского собрание Дубовского сельского поселения входят 10 депутатов.

## Русская православная церковь
В 2003 году в посёлке Дубовое был построен храм в честь иконы Божьей Матери «Спорительницы хлебов».

## Достопримечательности
На прилегающей к храму территории располагается парк, в котором растёт старый дуб, по преданию посаженный Богданом Хмельницким в честь воссоединения России с Украиной в XVII веке. Дерево является памятником природы и взято под охрану государства.

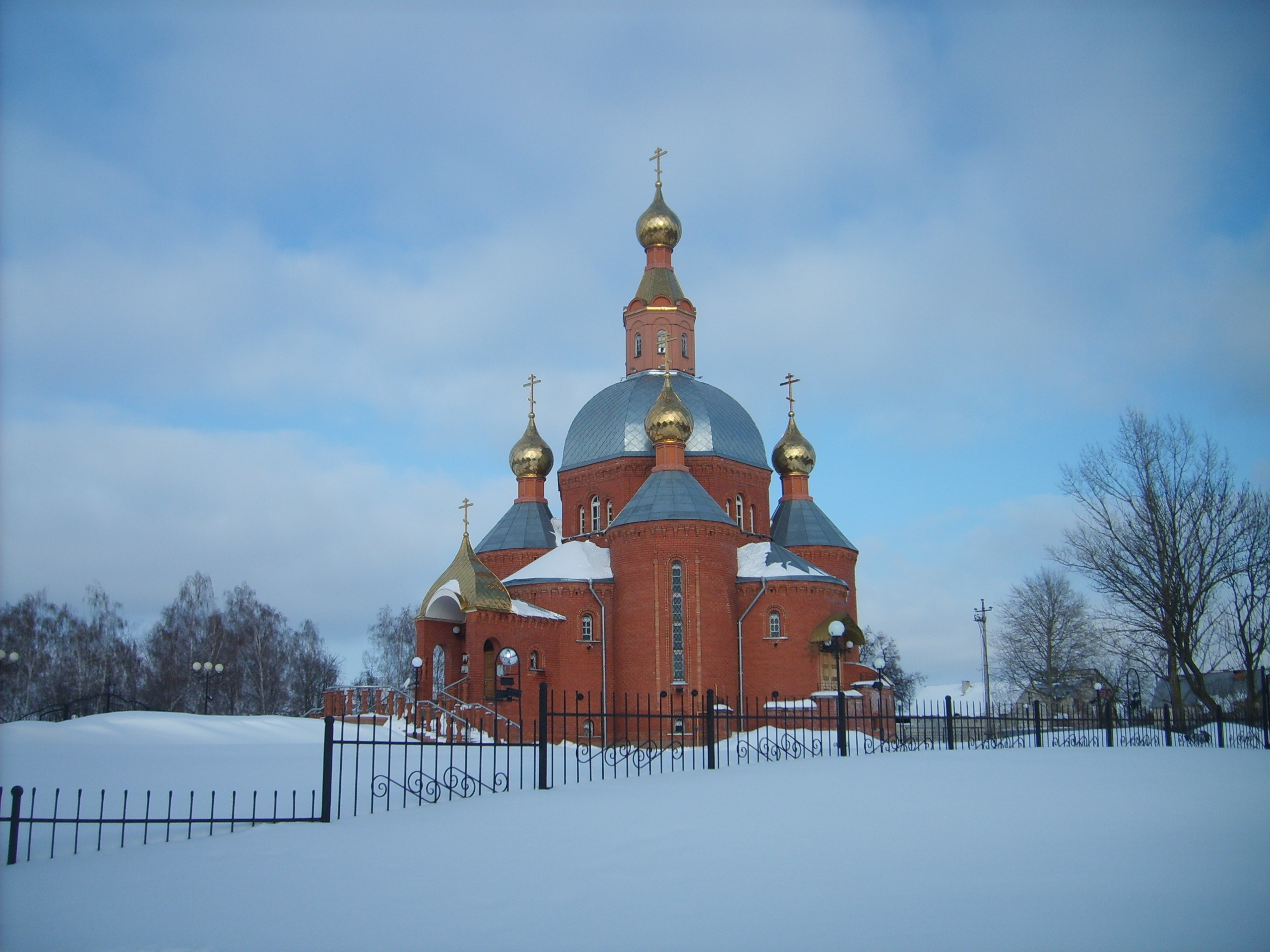
Храм
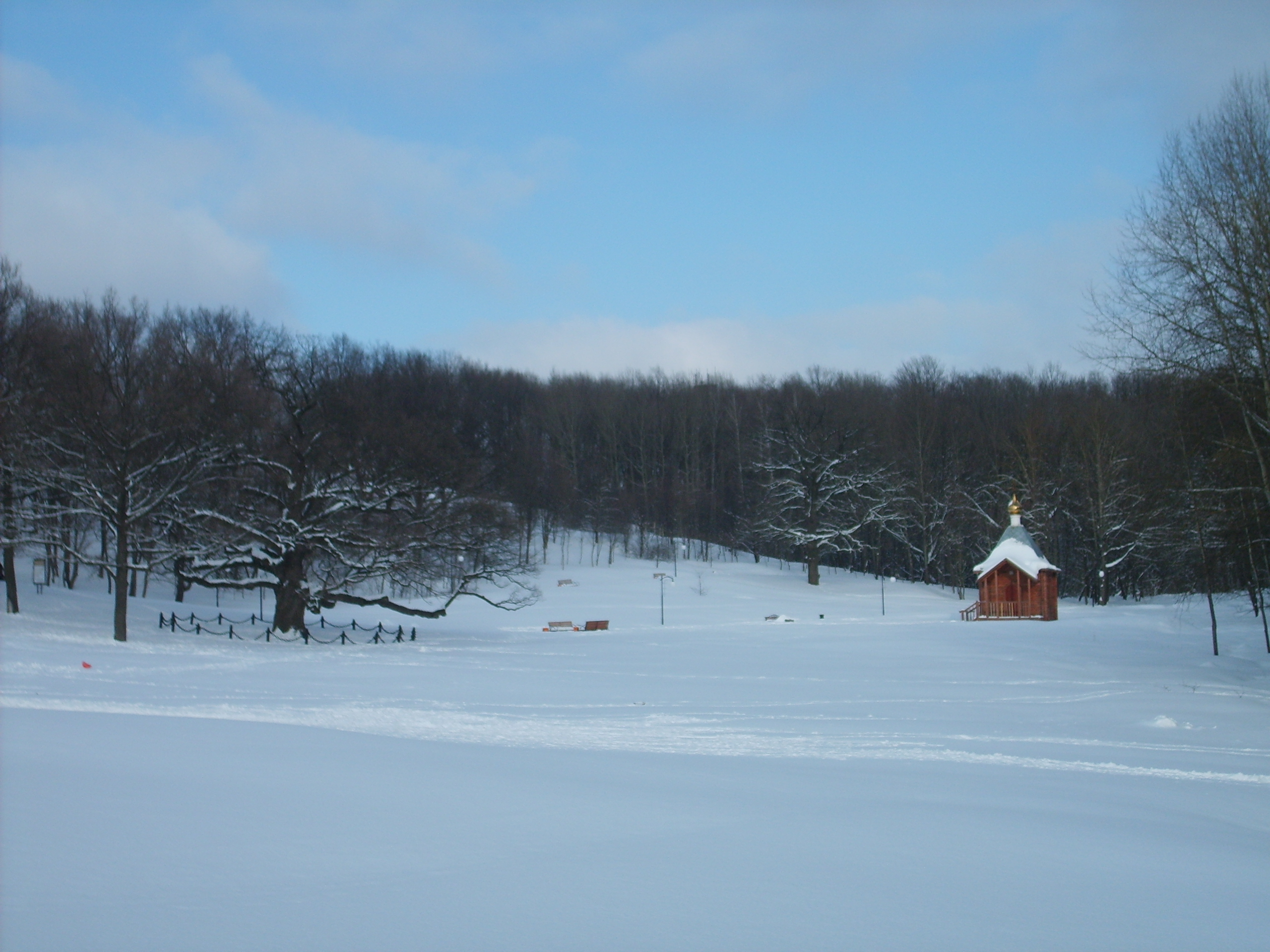
Дубовской парк зимой. Дуб Богдана Хмельницкого (слева)